# Lalla Chadidża
Lalla Chadidża (ur. 28 lutego 2007 w Rabacie) – księżniczka marokańska. Jest drugim dzieckiem króla Maroka Muhammada VI i jego żony księżnej Lalli Salmy. Starszy brat Lalli Chadidży, Mulaj Hassan, jest oficjalnym następcą tronu marokańskiego. 
Z okazji jej narodzin, król udzielił królewskiej łaski tysiącom więźniów.